# Elmer Holmes Bobst Library

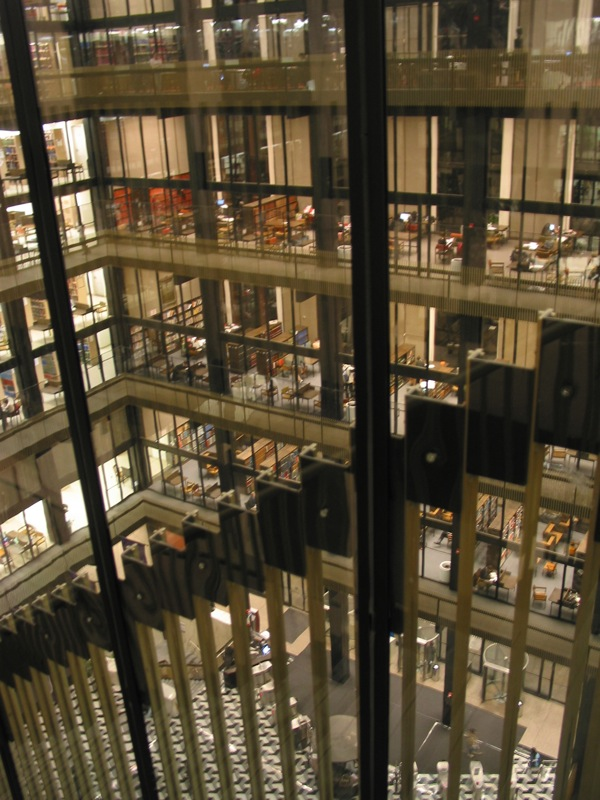
Vue vers les collections et salles de travail

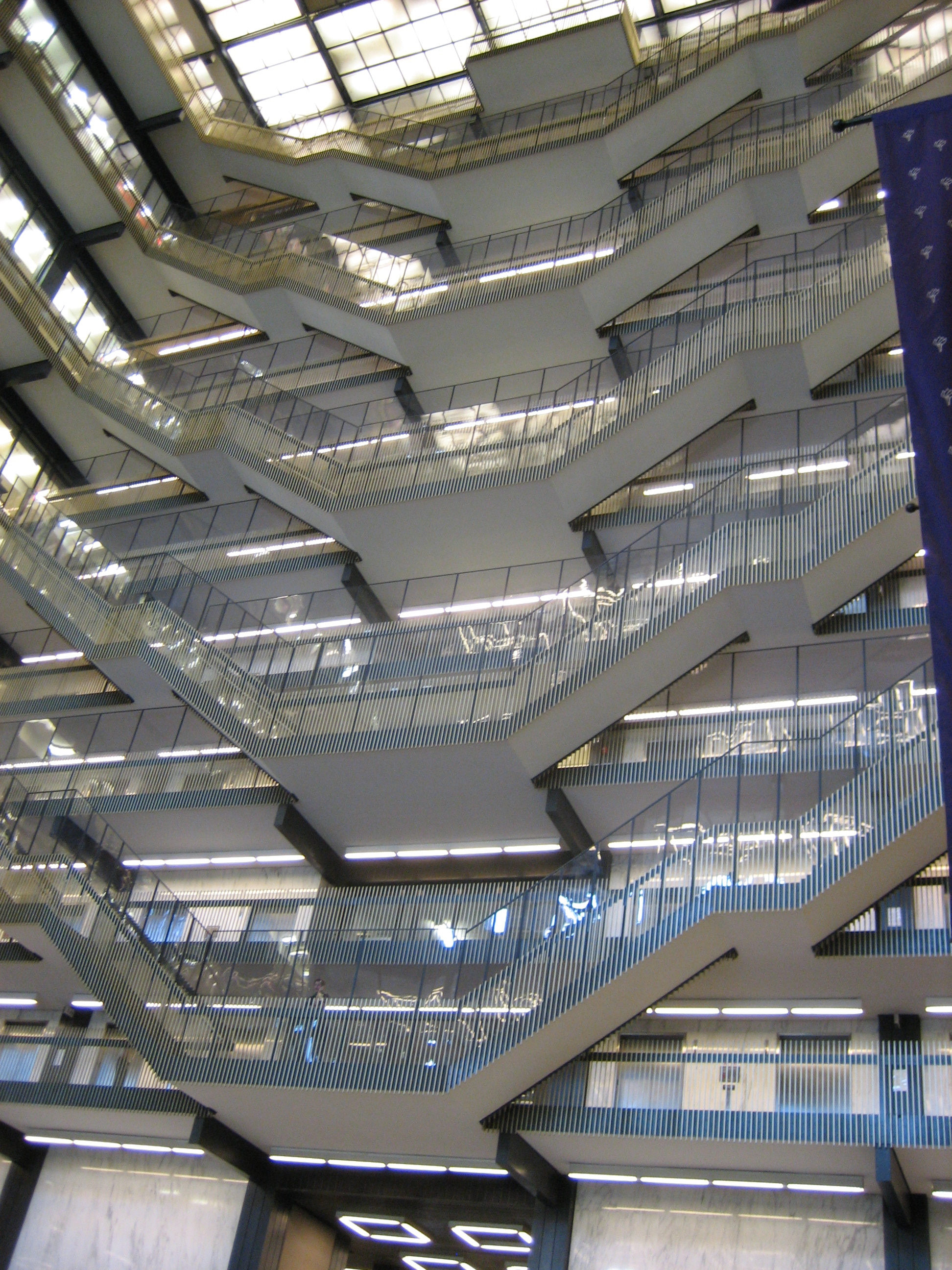
L'intérieur de la Bobst

L'Elmer Holmes Bobst Library (ou Bobst Library ou encore Bobst) est la principale bibliothèque de l'Université de New York (New York University, ou NYU). Elle se trouve à l'angle sud-est du Washington Square Park et a été baptisée en l'honneur de son bienfaiteur, Elmer H. Bobst (1884-1978) qui donna 11,5 millions de dollars en vue de la finalisation de sa construction et de son ouverture, le 12 septembre 1973. 
Le bâtiment, dessiné par les architectes Philip Johnson et Richard Foster, fut construit entre 1967 et 1973. Il compte douze étages pour une surface totale de 39 500 m². La Bobst constitue le cœur d'un réseau de huit bibliothèques qui mettent en commun leurs 4,5 millions d'ouvrages, au profit des étudiants et des membres du corps enseignant. Cette bibliothèque abrite à elle seule plus de 3,3 millions de livres, 20 000 journaux et plus de 3,5 millions de microformes. Elle donne également accès à des centaines de fonds documentaires électroniques par le biais d'internet. Elle accueille plus de 6 500 utilisateurs chaque jour et gère un flux annuel de près d'un million de livres. En plus de son fonds propre, elle héberge des collections et des archives spéciales, comme les « Archives de l'Amérique Irlandaise » (Archives of Irish America), la bibliothèque Tamiment et les archives Robert F. Wagner.
Elmer Holmes Bobst était une personnalité de l'industrie pharmaceutique active dans le domaine de la santé publique ainsi qu'un philanthrope. Il fut également l'un des confidents de Richard Nixon et fut pendant de nombreuses années membre du conseil d'administration de la NYU.
Après deux suicides en 2003, l'Université de New York a décidé d'installer des fenêtres en plexiglas à chaque niveau pour éviter de nouveaux drames. En 2003, la bibliothèque a également fait la une, avec un étudiant sans domicile fixe, alors surnommé Bobst Boy, qui y avait élu résidence car il n'avait pas les moyens de prendre un logement étudiant. Quand ses difficultés ont attiré l'attention de l'administration, celle-ci décida de fournir un hébergement gratuit à l'étudiant jusqu'à la fin du semestre.